# 毎日映画コンクール女優助演賞
毎日映画コンクール女優助演賞/助演賞（まいにちえいがコンクールじょゆうじょえんしょう/じょえんしょう）は、「毎日映画コンクール」の俳優部門の一つで、その年の最も優れた助演女優に与えられていた賞。1月1日から12月31日までに日本国内で上映された作品、もしくは当該期間内に完成し上映予定の作品が対象で、まず第一線で活躍中の映画評論家やジャーナリスト、専門家など約80人が選考にかかわり、その後2次選考で、選定委員による討議を経て多数決で決定された。
最多受賞者は、2度受賞の田中絹代(女優主演賞も3度受賞している)、左幸子(女優主演賞も2度受賞している)、奈良岡朋子、松坂慶子(女優主演賞も2度受賞している)、池脇千鶴で、5名いる(2019年度時点)。
1971年度から1982年度までは助演賞は与えられていない。
第79回（2024年度）からは、ジェンダーの観点より男優・女優の別を撤廃した助演俳優賞となったため、本賞は第78回（2023年度）が最後となった。

## 受賞作リスト
- この字体は男優主演賞を受賞。受賞年は下記表記の翌年（授賞式は2月）。
- 第70回までの各受賞作については、外部リンクの「コンクールの歴史」を出典としている。

以下は受賞俳優とその作品の一覧である。。

### 第4回 - 第10回
| 年度          | 俳優       | 作品                                               |
| 1949年 第4回  | 木暮実千代 | 青い山脈                                           |
| 1950年 第5回  | なし       | (男優が受賞)                                       |
| 1951年 第6回  | 田村秋子   | 自由学校、少年期                                   |
| 1952年 第7回  | 中北千枝子 | 丘は花ざかり、おかあさん、稲妻                     |
| 1953年 第8回  | 杉村春子   | にごりえ、東京物語                                 |
| 1954年 第9回  | 久我美子   | 女の園、この広い空のどこかに、悪の愉しさ、億万長者 |
| 1955年 第10回 | 左幸子     | おふくろ、人生とんぼ返り                           |

### 第11回 - 第20回
| 年度          | 俳優       | 作品                                     |
| 1956年 第11回 | 沢村貞子   | 赤線地帯、太陽とバラ、現代の欲望、妻の心 |
| 1957年 第12回 | 田中絹代   | 異母兄弟、女体は哀しく、地上             |
| 1958年 第13回 | 岡田茉莉子 | 悪女の季節                               |
| 1959年 第14回 | 吉行和子   | 才女気質、にあんちゃん                   |
| 1960年 第15回 | 田中絹代   | おとうと                                 |
| 1961年 第16回 | 新珠三千代 | 小早川家の秋、南の風と波                 |
| 1962年 第17回 | 岸田今日子 | 破戒、秋刀魚の味、忍びの者               |
| 1963年 第18回 | 中村玉緒   | 越前竹人形                               |
| 1964年 第19回 | 楠侑子     | 赤い殺意、おんなの渦と淵と流れ           |
| 1965年 第20回 | 奈良岡朋子 | 証人の椅子                               |

### 第21回 - 第25回
| 年度          | 俳優       | 作品                               |
| 1966年 第21回 | 坂本スミ子 | エロ事師たちより 人類学入門        |
| 1967年 第22回 | 左幸子     | 女の一生、春日和                   |
| 1968年 第23回 | 山岡久乃   | 眠れる美女、女と味噌汁、カモとねぎ |
| 1969年 第24回 | 小山明子   | 少年                               |
| 1970年 第25回 | 奈良岡朋子 | どですかでん、地の群れ             |

### 第38回 - 第40回
| 年度          | 俳優       | 作品            |
| 1983年 第38回 | 由紀さおり | 家族ゲーム      |
| 1984年 第39回 | 三田佳子   | 序の舞、Wの悲劇 |
| 1985年 第40回 | 藤真利子   | 薄化粧          |

### 第41回 - 第50回
| 年度          | 俳優       | 作品                                           |
| 1986年 第41回 | 村瀬幸子   | 人間の約束                                     |
| 1987年 第42回 | 石田えり   | ちょうちん                                     |
| 1988年 第43回 | 秋吉久美子 | 異人たちとの夏                                 |
| 1989年 第44回 | 相楽晴子   | どついたるねん、ハラスのいた日々               |
| 1990年 第45回 | つみきみほ | 櫻の園                                         |
| 1991年 第46回 | 風吹ジュン | 無能の人                                       |
| 1992年 第47回 | 乙羽信子   | 濹東綺譚                                       |
| 1993年 第48回 | 桜田淳子   | お引越し                                       |
| 1994年 第49回 | 室井滋     | 居酒屋ゆうれい                                 |
| 1995年 第50回 | 鰐淵晴子   | 遥かな時代の階段を、東京デラックス、眠れる美女 |

### 第51回 - 第60回
| 年度          | 俳優       | 作品                               |
| 1996年 第51回 | 草村礼子   | Shall we ダンス?                   |
| 1997年 第52回 | 倍賞美津子 | 東京夜曲、うなぎ                   |
| 1998年 第53回 | 余貴美子   | 学校III、あ、春                    |
| 1999年 第54回 | 小島聖     | あつもの                           |
| 2000年 第55回 | 松坂慶子   | さくや妖怪伝、本日またまた休診なり |
| 2001年 第56回 | 荻野目慶子 | 三文役者                           |
| 2002年 第57回 | 宮沢りえ   | たそがれ清兵衛、うつつ             |
| 2003年 第58回 | 大楠道代   | 赤目四十八瀧心中未遂、座頭市       |
| 2004年 第59回 | 田畑智子   | 血と骨、隠し剣 鬼の爪              |
| 2005年 第60回 | 板谷由夏   | 運命じゃない人                     |

### 第61回 - 第70回
| 年度          | 俳優       | 作品                                       |
| 2006年 第61回 | 蒼井優     | フラガール、虹の女神、ハチミツとクローバー |
| 2007年 第62回 | 高橋惠子   | ふみ子の海                                 |
| 2008年 第63回 | 松坂慶子   | 火垂るの墓                                 |
| 2009年 第64回 | 八千草薫   | ディア・ドクター                           |
| 2010年 第65回 | 夏川結衣   | 孤高のメス                                 |
| 2011年 第66回 | 永作博美   | 八日目の蝉                                 |
| 2012年 第67回 | 安藤サクラ | 愛と誠                                     |
| 2013年 第68回 | 吉高由里子 | 横道世之介                                 |
| 2014年 第69回 | 池脇千鶴   | そこのみにて光輝く                         |

| 年度              | 俳優         | 作品     | 役名 |
| ----------------- | ------------ | -------- | ---- |
| 2015年 （第70回） |              |          |      |
| 長澤まさみ        | 海街diary    | 香田佳乃 |      |
| 蒼井優            | 岸辺の旅     | 松崎朋子 |      |
| 池脇千鶴          | きみはいい子 | 大宮陽子 |      |
| 工藤夕貴          | この国の空   | 田口蔦枝 |      |
| 黒木華            | 母と暮せば   | 佐多町子 |      |

### 第71回 - 第78回
| 年度              | 俳優                     | 作品                           | 役名 |
| ----------------- | ------------------------ | ------------------------------ | ---- |
| 2016年 （第71回） |                          |                                |      |
| 市川実日子        | シン・ゴジラ             | 尾頭ヒロミ                     |      |
| 樹木希林          | 海よりもまだ深く         | 篠田淑子                       |      |
| 杉咲花            | 湯を沸かすほどの熱い愛   | 幸野安澄                       |      |
| 筒井真理子        | 淵に立つ                 | 鈴岡章江                       |      |
| 宮崎あおい        | 怒り                     | 槙愛子                         |      |
| 2017年 （第72回） |                          |                                |      |
| 田中麗奈          | 幼な子われらに生まれ     | 田中奈苗                       |      |
| 木下あかり        | あゝ、荒野               | 芳子                           |      |
| 木村文乃          | 火花                     | 真樹                           |      |
| 筒井真理子        | アンチポルノ             | 典子                           |      |
| 橋本愛            | 美しい星                 | 大杉暁子                       |      |
| 広瀬すず          | 三度目の殺人             | 山中咲江                       |      |
| 2018年 （第73回） |                          |                                |      |
| 樹木希林          | 万引き家族               | 柴田初枝                       |      |
| 石橋静河          | きみの鳥はうたえる       | 佐知子                         |      |
| 韓英恵            | 菊とギロチン             | 十勝川たまえ                   |      |
| 樹木希林          | 日日是好日               | 武田先生                       |      |
| 木野花            | 愛しのアイリーン         | 宍戸ツル                       |      |
| 原日出子          | 鈴木家の嘘               | 鈴木悠子                       |      |
| 松岡茉優          | 万引き家族               | 柴田亜紀                       |      |
| 2019年 （第74回） |                          |                                |      |
| 池脇千鶴          | 半世界                   | 高村初乃                       |      |
| 市川実日子        | よこがお                 | 基子                           |      |
| 片岡礼子          | 楽園                     | 黒塚久子                       |      |
| シム・ウンギョン  | ブルーアワーにぶっ飛ばす | 清浦あさ美                     |      |
| 松岡茉優          | ひとよ                   | 稲村園子                       |      |
| 2020年 （第75回） |                          |                                |      |
| 蒔田彩珠          | 朝が来る                 | 片倉ひかり                     |      |
| 浅田美代子        | 朝が来る                 | 浅見静恵                       |      |
| 神野三鈴          | 37セカンズ               | 貴田恭子                       |      |
| 岸井ゆきの        | 空に住む                 | 木下愛子                       |      |
| ベッキー          | 初恋                     | ジュリ                         |      |
| 渡辺真起子        | 37セカンズ               | 舞                             |      |
| 2021年 （第76回） |                          |                                |      |
| 清原果耶          | 護られなかった者たちへ   | 円山幹子                       |      |
| 寺島しのぶ        | 空白                     | 草加部麻子                     |      |
| 倍賞美津子        | 護られなかった者たちへ   | 遠島けい                       |      |
| 三浦透子          | ドライブ・マイ・カー     | 渡利みさき                     |      |
| 宮崎あおい        | あのこは貴族             | 時岡美紀                       |      |
| 2022年 （第77回） |                          |                                |      |
| 伊東蒼            | さがす                   | 原田楓                         |      |
| 伊東蒼            | 恋は光                   | 大洲央                         |      |
| 玉城ティナ        | 窓辺にて                 | 久保留亜                       |      |
| 広末涼子          | あちらにいる鬼           | 白木笙子                       |      |
| 宮本信子          | メタモルフォーゼの縁側   | 市野井雪                       |      |
| 安藤サクラ        | ある男                   | 谷口里枝                       |      |
| 尾野真千子        | 千夜、一夜               | 田村奈美                       |      |
| 2023年 （第78回） |                          |                                |      |
| 広瀬すず          | キリエのうた             | ⼀条逸子 / イッコ / 広澤真緒里 |      |
| 阿川佐和子        | エゴイスト               | 中村妙子                       |      |
| 安達祐実          | 春画先生                 | 藤村一葉                       |      |
| 田中裕子          | 怪物                     | 伏見真木子                     |      |
| 二階堂ふみ        | 月                       | 坪内陽子                       |      |